# Festina lente (uitdrukking)

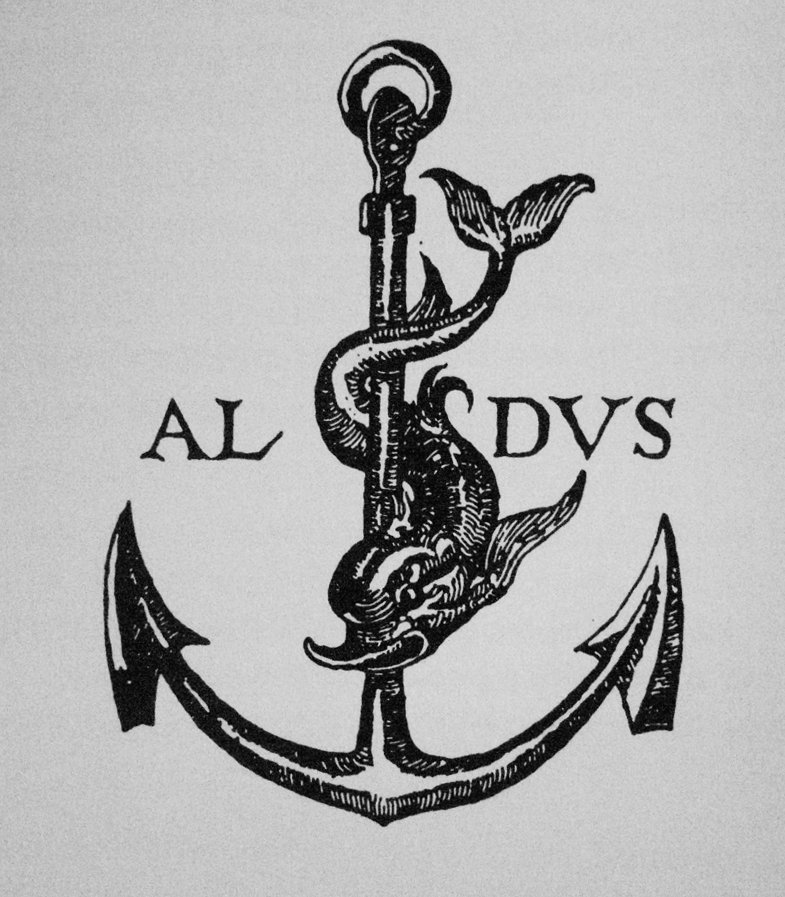
Dolfijn en anker, drukkersmerk van Aldus Manutius, uitgever van Erasmus.

Festina lente is een klassiek adagium dat "haast u langzaam" betekent. Het Latijnse Festina lente komt van het Oudgriekse σπεῦδε βραδέως; het woord festina (Oudgrieks: σπεῦδε) is de gebiedende wijs van het werkwoord "haasten", het bijwoord lente (Oudgrieks βραδέως) betekent langzaam. Het is het motto of de wapenspreuk van adellijke families, steden, schepen en instellingen. Bekende gebruikers waren of zijn de Romeinse keizers Augustus en Titus, de familie de' Medici, de gemeente Venlo en de Norbertijnen van Tongerlo.

## Geschiedenis
De Romeinse schrijver Suetonius schrijft dat keizer Augustus aan niets een grotere hekel had dan aan onbezonnenheid bij zijn militaire commandanten, en dat dientengevolge "σπεῦδε βραδέως" een van zijn favoriete uitspraken was.
Verschillende afbeeldingen staan symbool voor het adagium: een krab en een vlinder, een haas in een slakkenhuis, een schildpad met een zeil en, wellicht de bekendste, een anker met een dolfijn.
Festina lente komt voor in de Adagia van Erasmus (2.1.1), waarin hij het toeschrijft aan de Venetiaanse drukker Aldus Manutius die de afbeelding van de dolfijn en het anker als drukkersmerk gebruikte.

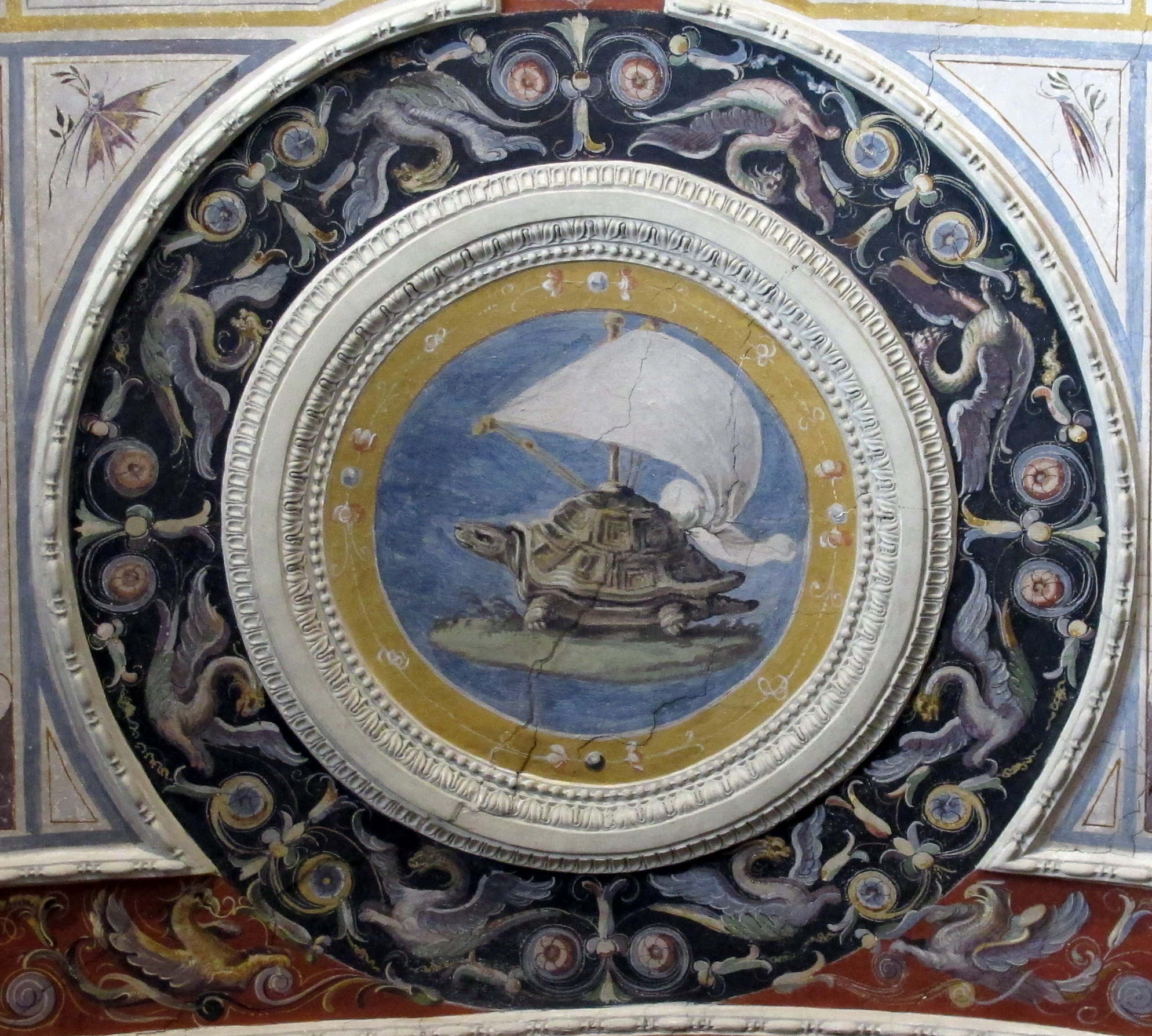
Schildpad met zeil, Palazzo Vecchio Florence

## Betekenis
De constructieve betekenis van de uitspraak is dat activiteiten een goede balans moeten hebben tussen voortvarendheid en zorgvuldigheid.